# Luigi Santomauro
Luigi Santomauro (Ventotene, 18 aprile 1909 – Milano, 29 luglio 1983) è stato un meteorologo e giornalista italiano.

## Biografia
Luigi Santomauro nasce a Ventotene il 18 aprile 1909 da Gennaro Santomauro e Assunta Musella. Frequenta il Regio Istituto Superiore Navale di Napoli dove si laurea in Scienze Nautiche. Nel 1930 viene arruolato come assistente al Servizio meteorologico dell'Aeronautica Militare e successivamente presta servizio militare nella Marina Militare con il grado di guardia marina. All'inizio della Seconda guerra mondiale, viene richiamato in Aeronautica dove, con il grado di Tenente dei Servizi, partecipa alle campagne militari in Albania e in Grecia in cui riceve l'incarico di riorganizzare la sorveglianza meteorologica. L'8 settembre 1943 viene fatto prigioniero dai tedeschi e deportato in Germania nel territorio della Prussia Orientale.
Finita la guerra, raggiunge la famiglia a Milano e inizia a lavorare presso il Centro Meteorologico Regionale (CMR) dell'Aeroporto di Milano-Linate e in seguito, presso la Direzione delle Telecomunicazioni e Assistenza al Volo della Regione Aerea.
Nel 1962 ottiene l'incarico presso l'Osservatorio astronomico di Brera a Milano, (dove era già stato ricercatore volontario a partire dal 1946), per svolgere una ricerca sulla struttura dei bassi strati dell'atmosfera e sull'andamento dell'indice di rifrazione. È proprio lavorando all'Osservatorio astronomico di Brera che già a partire dagli anni '50 inizia ad osservare e studiare il problema degli inquinanti atmosferici legati agli impianti industriali ed esegue le prime rilevazioni di radioattività nell'aria urbana di Milano. Il 25 marzo 1957, il Consiglio Provinciale di Milano approvò la costituzione di un Comitato Tecnico sugli inquinamenti atmosferici di cui Santomauro fece parte. Grazie a questi studi che continuò ad approfondire anche negli anni successivi, il 21 giugno 1976 divenne Cavaliere della Repubblica e ottenne la Medaglia d'oro al merito della sanità pubblica dal Ministro della sanità Luciano Dal Falco e dal Presidente della Repubblica Italiana Giovanni Leone. Ha ottenuto la medaglia d'oro dell'Associazione Medica Italiana per il contributo scientifico e di umanità dato nel campo della meteorologia.
Sempre in questo periodo inizia a collaborare con il quotidiano Corriere della Sera e con il centro Rai di Milano riprendendo la sua vecchia passione per il giornalismo, in quanto da giovane era stato corrispondente dall'Africa. Collaborò fino alla sua morte con Indro Montanelli sul quotidiano Giornale Nuovo, occupandosi insieme ad altri scienziati della pagina scientifica. Il 6 ottobre 1957 scrisse un articolo sulla spedizione spaziale del primo satellite artificiale terrestre Sputnik 1 e sul suo passaggio sopra Milano.
Ha dato un importante contributo nella ricerca dei problemi della meteorologia e della fisica dell'atmosfera. È stato tra i fondatori e Presidente della Società Italiana di Meteorologia Applicata (SIMA); membro della Società Astronomica Italiana; Direttore dell'Istituto di Meteorologia Applicata di Milano; esperto italiano nella commissione Organizzazione delle Nazioni Unite sull'inquinamento atmosferico, nel gruppo di lavoro sul trasporto transfrontaliero degli inquinanti atmosferici e nella Conferenza mondiale sugli aspetti legali della modifica del tempo e fondatore dell'Associazione Osservatorio Meteorologico Milano-Duomo. È stato autore di più di cento pubblicazioni scientifiche e ha insegnato meteorologia presso l'Università Statale di Milano alla facoltà di geologia. Nella sua pubblicazione scientifica Lineamenti climatici di Milano 1763-1955 descrive un'eccezionale precipitazione di neve caduta su Milano il 5 aprile 1911, arrivando a 9 cm e quella caduta tra il 31 ottobre e il 3 novembre 1920 dove si arrivò a 15 cm. In questo lavoro vi è un interessante studio effettuato da Santomauro su richiesta dI Ottorino Barassi, Presidente della Lega Nazionale della Federazione Italiana Giuoco Calcio, per valutare le stagioni più favorevoli per disputare i campionati di calcio di Serie A e Serie B. Luigi Santomauro è morto a Milano il 29 luglio 1983 ed è sepolto nel cimitero di Ventotene. In occasione dei 100 anni dalla sua nascita gli è stato intitolato il poliambulatorio con delibera comunale del 24 maggio 2009. Sarà il figlio Guglielmo Santomauro a succedergli nel 1983 come Presidente dell'Osservatorio Meteorologico di Brera fino al 1996, mentre nel 1995 divenne Direttore Scientifico Sergio Borghi, che fu uno degli allievi di Luigi Santomauro e prestò attività di ricerca con lui a partire dal 1972.

## Riconoscimenti
- 1975: Premio Borselli dell'Istituto Lombardo, Accademia di scienze, lettere e arti

## Opere

### Come autore individuale
- I valori delle precipitazioni atmosferiche a Milano dal 1805 al 1946. Nota I e II, Milano, 1949.
- Caratteristiche statistiche delle cadute di neve a Milano, Osservatorio Astronomico di Milano-Merate, Milano, 1950.
- Sui nuovi metodi per la lotta contro la grandine, Milano, Ulrico Hoepli.Editore-Libraio, 1951.
- Contributo alla conoscenza del clima di Milano: la massima quantità giornaliera di precipitazioni atmosferiche, Rendiconti dell'Istituto Lombardo, Accademia di scienze, lettere e arti, s. III, v. LXXXIV, n. 15, Milano, 1951, pp. 164-168.
- Lineamenti anemologici di Milano, Rendiconti dell'Istituto Lombardo, Accademia di scienze, lettere e arti, s. III, v. LXXXIV, n. 15, Milano, 1951, pp. 391-447.
- Andamento della temperatura del bulbo bagnato e della temperatura equivalente a Milano, Rendiconti dell'Istituto Lombardo, Accademia di scienze, lettere e arti, vol. 84, Fasc. 1, Milano, 1951.
- Considerazioni meteorologiche sulla lotta contro la grandine, Milano, 1955.
- Dati climatologi per la fascia di totalità dell'eclisse di sole del 15 febbraio 1961, Milano, Memorie della Società Astronomica Italiana, 26, 1955, pp. 461-483.
- Lineamenti climatici di Milano, Quaderni della città di Milano, 1, pp. VIII-251, Milano, Industrie Grafiche Italiane Stucchi, 1957.
- Inquinamento atmosferico da prodotti radioattivi artificiali a Milano (Brera) nel 1958, Milano, Ulrico Hoepli Editore-Libraio, 1959.
- La meteorologia a Brera, Estratto dagli Atti del Convegno per il 250º anniversario della nascita di Ruggero Giuseppe Boscovich e per il 200º anniversario della fondazione dell'Osservatorio di Brera, Milano, Arti Grafiche Evario Milli, 1963.
- Meteorologia per gli agricoltori, Bologna, Edizioni Agricole, 1966, pp.135.
- Le osservazioni meteorologiche in agricoltura, Bologna, Universale Edagricole, 1968.
- Contributo di studio sui problemi dell'inquinamento, Milano, 1970.
- Analysis of wind trend in an urban area situated on flat Land, in: Proceedings of the international congress, Lacustrine climatology, Como, Camera di Commercio Industrie Artigianali e Agricole, 1971, pp. 518-534.
- Proposta di un modello matematico per lo studio dell'inquinamento atmosferico a Milano, estratto dalla rivista ATA, Torino, Stabilimento Tipolitografico G. Canale & C., 1972.
- Dinamica dell'inquinamento atmosferico da impianti industriali, Bologna, Officine Grafiche Calderini, 1975.

### Come coautore
- Herbert Spencer Zim, Robert Horace Baker, James Gordon Irving, Luigi Santomauro, Stelle: guida all'osservazione delle costellazioni, del sole, della luna, dei pianeti e di altre caratteristiche, Milano, Aldo Martello Editore, 1951.
- Luigi Santomauro, Arrigo Cigna, Prime misure sulla radioattività delle precipitazioni atmosferiche, Annali di geofisica vol. 6 nr. 3, Osservatorio Astronomico di Brera, Milano, 1954.
- Aldo Kranjc, Luigi Santomauro, Astronomical data for the solar eclipse 15 february 1961, Centro Nazionale delle Ricerche, Centro di studi per l'astrofisica, Bologna, Tipografie Compositori, 1960.
- Luigi Santomauro, Francesco Zagar, Inquinamento atmosferico da prodotti di fissione a Milano (Brera), Rendiconti dell'Istituto Lombardo, Accademia di scienze, lettere e arti, v. 95 A, fasc. III, Milano, 1961, pp.717-754.
- L. E. Pasinetti, Luigi Santomauro, Ilse Zagar, Ricerca sulla radioattività globale in atmosfera inquinata, Rendiconti dell'Istituto Lombardo, Accademia di scienze, lettere e arti, Milano, 1961, pp. 717-754.
- Ezio Rosini, Luigi Santomauro, Distribution of atmospheric refractive index over Italy for radio microwaves propagation year 1959, Centro Nazionale delle Ricerche, Centro nazionale per la fisica dell'atmosfera e la meteorologia, Milano, 1962.
- Roberto Gualtierotti, Luigi Santomauro, Umberto Solimene, Lacustrine environment methods of study: proceedings of the international seminar, 28-30 novembre, Como, 1975.